# Kevin David Salazar
Kevin David Salazar Chiquiza (Bogotá, Colombia, 9 de febrero de 1996) es un futbolista colombiano. Juega como centrocampista y actualmente milita en Fortaleza CEIF de la Categoría Primera A colombiana.

## Trayectoria

### Inicios
Kevin Salazar nació en Bogotá. Empezó a jugar desde corta edad, y a los 14 años se unió a la escuela Academia Xeneize, de su ciudad natal. Al destacar, fue llamado para jugar con la Selección Bogotá. A los 16 años, hizo parte del concurso "The Chance" de la marca deportiva estadounidense Nike. Para sorpresa de muchos, Kevin David ganó el concurso en Colombia, y quedó entre los 16 finalistas del concurso a nivel mundial. Eso le ayudó a probarse jugando contra las academias del Fútbol Club Barcelona y de la Juventus de Turín. Al terminar el concurso, al joven jugador colombiano, se le presentó una oportunidad de ir a jugar a un equipo de Turquía; pero el la rechazó por motivos de sus creencias. De los 4 futbolistas finalistas solo Kevin y Johnatan Alessandro Lama han llegado al fútbol profesional.

### Fortaleza
Tras rechazar la oferta del club turco, Salazar regresó a Colombia, donde los exfutbolistas Ricardo "El gato" Pérez, y Lucas Jaramillo, le dieron la oportunidad de jugar en la sub-20 de Fortaleza CEIF, equipo de su natal Bogotá. No pasó mucho tiempo antes de que lo promovieran al equipo profesional; donde se destacaría en el Torneo Águila, siendo una de las revelaciones del torneo. 
En el equipo atezado, Salazar tuvo muy buenas actuaciones, y junto a otros jugadores logran ascender a la Categoría Primera A. En el primer semestre del 2016, Kevin David completa buenos partidos, dándose a conocer al público en general, después de su gran partido contra Millonarios, donde tuvo una gran actuación; logra que los equipos grandes del país se interesen en él.

### Santa Fe
Tras un año y medio en Fortaleza, Salazar se convierte en nuevo jugador de Independiente Santa Fe.
El 25 de septiembre en un juego frente a Alianza Petrolera, sufrió una lesión en el Quinto Metatarsiano, la cual lo dejaría fuera de las canchas por un lapso de tiempo de entre 2 y 3 meses.

## Clubes y estadísticas
Actualizado al último partido jugado el 5 de noviembre  de 2017.
| Fortaleza · Colombia |               |               |    |   |   |   |   |    |    |      |      |
| 2ª | 2015          | 35            | 4  | 2 | 0 | - | - | 37 | 4  | 0,10 |      |
| 1ª | 2016          | 18            | 1  | 1 | 1 | - | - | 19 | 2  | 0,10 |      |
| Total club | Total club    | 53            | 5  | 3 | 1 | 0 | 0 | 56 | 6  | 0,10 |      |
| Santa Fe · Colombia |               |               |    |   |   |   |   |    |    |      |      |
| 1ª | 2016          | 10            | 0  | 3 | 0 | 3 | 0 | 16 | 0  | 0,00 |      |
| 1ª | 2017          | 11            | 0  | 1 | 0 | 2 | 0 | 16 | 0  | 0,00 |      |
| Total club | Total club    | 22            | 0  | 4 | 0 | 6 | 0 | 32 | 0  | 0,10 |      |
| Atlético Bucaramanga · Colombia |               |               |    |   |   |   |   |    |    |      |      |
| 1ª | 2018          | 12            | 0  | 1 | 0 | 3 | 0 |    |    |      |      |
| Total club |               |               |    |   |   |   |   |    |    |      |      |
| Total carrera | Total carrera | Total carrera | 75 | 5 | 7 | 1 | 6 | 0  | 88 | 6    | 0,10 |
| (1) Incluye datos de la Copa Colombia / Superliga de Colombia . (2) Incluye datos de Copa Sudamericana / Copa Libertadores / Copa Suruga Bank. (3) No incluye goles en partidos amistosos. |               |               |    |   |   |   |   |    |    |      |      |

## Palmarés

### Campeonatos nacionales
| Título                | Club     | País     | Año  |
| --------------------- | -------- | -------- | ---- |
| Torneo Finalización   | Santa Fe | Colombia | 2016 |
| Superliga de Colombia | Santa Fe | Colombia | 2017 |

### Campeonatos internacionales
| Título           | Club     | País           | Año  |
| ---------------- | -------- | -------------- | ---- |
| Copa Suruga Bank | Santa Fe | Kashima, Japón | 2016 |